# Vilne, Rozivka
Vilne (în ucraineană Вільне) este un sat în comuna Vîșniuvate din raionul Rozivka, regiunea Zaporijjea, Ucraina.

## Demografie
Componența lingvistică a localității Vilne
     Ucraineană (87,85%)
     Rusă (11,68%)
     Alte limbi (0,47%)
Conform recensământului din 2001, majoritatea populației localității Vilne era vorbitoare de ucraineană (87,85%), existând în minoritate și vorbitori de rusă (11,68%).